# Kill (album)
Kill este un album al trupei Cannibal Corpse lansat în 2006 prin casa de discuri Metal Blade Records. 

## Piese
1. "The Time to Kill Is Now" feat. Erik Rutan (Webster) – 2:03
2. "Make Them Suffer" (O'Brien/Mazurkiewicz) – 2:50
3. "Murder Worship" (Webster) – 3:56
4. "Necrosadistic Warning" (Webster) – 3:28
5. "Five Nails Through the Neck" (Webster) – 3:45
6. "Purification by Fire" (O'Brien/Mazurkiewicz) – 2:57
7. "Death Walking Terror" (Webster) – 3:31
8. "Barbaric Bludgeonings" (Barrett) – 3:42
9. "The Discipline of Revenge" (Webster) – 3:39
10. "Brain Removal Device" (O'Brien/Mazurkiewicz) – 3:14
11. "Maniacal" (Webster) – 2:12
12. "Submerged in Boiling Flesh" (Mazurkiewicz) – 2:52
13. "Infinite Misery" (O'Brien) – 4:01